# 2828 Iku-Turso
A 2828 Iku-Turso (ideiglenes jelöléssel 1942 DL) a Naprendszer kisbolygóövében található aszteroida. Liisi Oterma fedezte fel 1942. február 18-án.